# Nikolái Pinchuk
Nikolái Grigórievich Pinchuk (en ruso: Николай Григорьевич Пинчук; Budenovka, RSS de Bielorrusia; 4 de febrero de 1921-Minsk, Unión Soviética; 12 de enero de 1978) fue un as de la aviación soviético que combatió en las filas de la Fuerza Aérea soviética durante la Segunda Guerra Mundial, durante la guerra consiguió veinte victorias en solitario y otras dos compartidas.

## Biografía

### Infancia y juventud
Nikolái Pinchuk nació el 4 de febrero de 1921 en la pequeña localidad rural de Budenovka, actualmente en el raión de Babruysk, óblast de Maguilov en Bielorrusia, en el seno de una familia de campesinos bielorrusos. En 1938 se afilió al Komsomol y en 1945 al Partido Comunista. En 1940 se graduó en el décimo grado en la escuela local y en el club de vuelo de Babruisk. Ese mismo año se ofreció como voluntario para servir en el Ejército Rojo. En 1942, se graduó en la Escuela de Pilotos de Aviación Militar de Armavir.

### Segunda Guerra Mundial
En agosto de 1942, después de terminar su instrucción como piloto, fue enviado a combatir al frente de batalla, inicialmente fue asignado al 32.º Regimiento de Aviación de Cazas, y después, en octubre de 1942, llegó al 18.º Regimiento de Aviación de Cazas de la Guardia donde permanecería hasta el final de la guerra. El 30 de agosto de 1943, resultó herido cerca de la ciudad de Yelnia después de embestir un bombardero en picado Ju-87 alemán por lo que fue evacuado del frente y enviado al hospital para recibir tratamiento. El 2 de septiembre, todos los heridos fueron trasladados en automóvil a la estación de tren para ser evacuados a la retaguardia. En el camino, huyó y se dirigió a su regimiento, un mes después ya estaba nuevamente en combate. En la primavera de 1944, fue nombrado subcomandante y, en enero de 1945, comandante del 1.er escuadrón de su regimiento.
El 19 de abril de 1945, por decreto del Presídium del Sóviet Supremo de la URSS, por el valor y el coraje y las altas habilidades de vuelo demostradas al mismo tiempo, el capitán Nikolái Pinchuk recibió el título de Héroe de la Unión Soviética con la condecoración de la Orden de Lenin y la medalla Estrella de Oro n.º 6216.
En total, durante los años de guerra, realizó 307 salidas de combate durante las cuales participó en 68 batallas aéreas y derribó veinticuatro aviones enemigos, veintidós personalmente (uno por embestida) y dos en grupo.

### Posguerra
Después de la guerra, continuó sirviendo en la Fuerza Aérea. En 1954 se graduó con honores en la Academia Militar de la Fuerza Aérea. En 1975, se retiró del servicio activo y pasó a la reserva, situación en la que permaneció hasta su muerte el 12 de enero de 1978 en Minsk, donde había establecido su residencia desde su pase a la reserva. Fue enterrado en el Cementerio Oriental de Minsk.

## Condecoraciones
- Héroe de la Unión Soviética (N.º 6216, 19 de abril de 1945)
- Orden de Lenin (19 de abril de 1945)
- Orden de la Bandera Roja, cuatro veces (23 de julio de 1943.[4] 19 de febrero de 1944,[5] 1 de julio de 1944,[6] 14 de agosto de 1957)
- Orden de la Guerra Patria de 1.er grado (27 de agosto de 1943).[7]
- Orden de la Estrella Roja, dos veces (26 de octubre de 1955 y 22 de febrero de 1968)
- Orden del Servicio a la Patria en las Fuerzas Armadas de la URSS de 3.er grado (30 de abril de 1975).
- Medalla por el Servicio de Combate
- Medalla Conmemorativa por el Centenario del Natalicio de Lenin
- Medalla Conmemorativa del 20.º Aniversario de la Victoria en la Gran Guerra Patria de 1941-1945
- Medalla Conmemorativa del 30.º Aniversario de la Victoria en la Gran Guerra Patria de 1941-1945
- Medalla de Veterano de las Fuerzas Armadas de la URSS
- Medalla por la Victoria sobre Alemania en la Gran Guerra Patria 1941-1945.[8]
- Medalla por la Conquista de Königsberg.[9]
- Medalla del 30.º Aniversario de las Fuerzas Armadas de la URSS
- Medalla del 40.º Aniversario de las Fuerzas Armadas de la URSS
- Medalla del 50.º Aniversario de las Fuerzas Armadas de la URSS
- Medalla del 60.º Aniversario de las Fuerzas Armadas de la URSS
- Medalla por Servicio Impecable
- Piloto Militar Honorífico de la URSS